# 김반·김익겸의 묘
김반·김익겸의 묘(金槃·金益兼의 墓)는 대전광역시 유성구 전민동에 있는 조선시대의 무덤이다. 1989년 3월 18일 대전광역시의 문화재자료 제7호로 지정되었다.

## 개요
사계 김장생의 아들이며, 신독재 김집의 아우인 사일(士逸) 김반(1580∼1640)의 묘이다.
사마시에 합격하여 성균관 유생이 되었으나 계축옥사(癸丑獄事)가 일어나자 벼슬길을 단념하고 고향으로 돌아와 10년간 은거하며 학문을 연구하였다. 인조반정 후 이괄의 난이 일어났을 때 인조를 호위하여 공주(公州)까지 모셨다. 인조가 공주에 있을 때 정시문과에 급제한 후 여러 벼슬을 거쳐 대사간에 이르렀으며, 병자호란이 일어나자 다시 국왕을 호위하여 강화도로 모셨다. 그 뒤 대사헌·예조참판·병조참판·이조참판 등을 거쳤으며 세상을 떠나자 영의정으로 벼슬이 높여졌다.
김반의 묘가 있는 대전광역시 유성구 전민동은 조선시대에 정민역(貞民驛)이 설치되었던 곳으로, 이 일대에는 국왕으로부터 하사받은 광산 김씨 가문의 묘역이 있다. 묘역에는 부인의 묘 2기와 큰아들 김익렬(金益烈), 셋째 아들 김익겸(金益兼), 손자 김만준(金萬埈)의 묘가 있으며, 두 개의 정려문(旌閭門:충신, 효자, 열녀 등을 표창하기 위해 그 동네에 세우던 문)이 있다.

## 같이 보기
- 김반
- 김익겸

## 참고 자료
- 김반·김익겸의묘 - 국가유산청 국가유산포털